# بطولة أم المعارك
بطولة أم المعارك وهي بطولة كرة قدم اقترح تنظيمها نادي الطلبة العراقي، و لاحقا تبنّى اتحاد كرة القدم العراقي إقامة البطولة، وكانت أول نسخة لها في عام 1991 والتي تم تنظيمها في بغداد حتى تم ايقافها عام 2003. 

## سجل الابطال
| الموسم | البطل                 |
| ------ | --------------------- |
| 1991   | الزوراء               |
| 1992   | الطلبة                |
| 1993   | الطلبة                |
| 1994   | القوة الجوية          |
| 1995   | الطلبة                |
| 1996   | القوة الجوية          |
| 1997   | النجف                 |
| 1998   | القوة الجوية          |
| 1999   | الزوراء               |
| 2000   | الشرطة                |
| 2001   | الشرطة                |
| 2002   | الشرطة                |
| 2003   | الزوراء (بطولة بغداد) |